# Ruth Eleonora López Alfaro
Ruth Eleonora López Alfaro (San Salvador, 27 de septiembre de 1977) es una abogada, notaria, docente universitaria, investigadora social y analista salvadoreña, destacada por su compromiso con la defensa de los derechos humanos, la lucha contra la corrupción y la promoción de la transparencia institucional en El Salvador. En diciembre de 2024, fue reconocida por la BBC como una de las 100 mujeres más inspiradoras e influyentes del mundo.

## Biografía

### Primeros años y formación académica
Ruth Eleonora López Alfaro nació el 27 de septiembre de 1977 en San Salvador, El Salvador. Durante su infancia, su familia se trasladó a Nicaragua debido al conflicto armado en El Salvador, residiendo allí durante 11 años. Posteriormente, vivió en Cuba durante 16 años, donde cursó estudios de Derecho en la Universidad de La Habana. Se graduó en 1999 con honores, siendo reconocida como la mejor estudiante extranjera y la mejor estudiante de la Facultad de Derecho.

### Trayectoria profesional
Tras su regreso a El Salvador en 2008, se integró al servicio público, desempeñándose en diversas instituciones estatales. Entre 2008 y 2014, trabajó en el Tribunal Supremo Electoral (TSE), contribuyendo al fortalecimiento de los procesos democráticos y la transparencia electoral. Posteriormente, entre 2014 y 2019, laboró en el Instituto Salvadoreño del Seguro Social (ISSS), participando en procesos de supervisión legal y administrativa, y promoviendo la ampliación de la cobertura para salvadoreños en el exterior y trabajadores independientes.
Además, formó parte de la Junta Directiva de la Superintendencia de Competencia desde 2014 hasta 2021, donde impulsó prácticas legales enfocadas en la regulación del mercado. Durante su gestión, se impusieron multas superiores a 8 millones de dólares a empresas por prácticas anticompetitivas en diversos sectores económicos. También participó en decisiones significativas, como la orden de venta de las marcas de cerveza Suprema y Regia Extra para evitar la concentración de mercado tras la adquisición de operaciones de SABMiller por parte de AB InBev.
También ha ejercido la docencia en diversas instituciones de educación superior, orientando su labor académica a la formación de nuevas generaciones de profesionales del Derecho con una visión crítica sobre los derechos humanos, el Estado de derecho y la transparencia institucional. Ha impartido cátedras en áreas como derecho mercantil y actualmente se desempeña como consultora y profesora asociada en la Universidad Centroamericana "José Simeón Cañas" (UCA) de San Salvador.

### Activismo y defensa de los derechos humanos
Ha sido una defensora activa de los derechos humanos y la transparencia en El Salvador. Desde su posición como jefa de la Unidad de Anticorrupción y Justicia de Cristosal, ha liderado investigaciones y denuncias sobre corrupción, violaciones de derechos humanos y abusos de poder. Ha cuestionado públicamente la capacidad de instituciones como el TSE para garantizar procesos democráticos y ha criticado la falta de transparencia en la gestión de fondos públicos y la concentración de poder en las estructuras gubernamentales.

#### Imputaciones penales
El 18 de mayo de 2025, alrededor de las 11:00 p.m., la abogada y defensora de derechos humanos fue arrestada en su residencia en San Salvador por agentes de la Policía Nacional Civil, en cumplimiento de una orden de detención administrativa emitida por la Fiscalía General de la República (FGR). La acusación inicial en su contra fue por el delito de peculado, por su labor como asesora del exfuncionario Eugenio Chicas durante la administración de Salvador Sánchez Cerén.
Tras su detención, permaneció incomunicada por más de 40 horas, sin que sus familiares ni su equipo legal conocieran su paradero. No fue sino hasta el 20 de mayo que su madre, Eleonora Alfaro, pudo visitarla en las instalaciones de la División de Tránsito de la Policía Nacional Civil, donde se encontraba detenida. Esta situación fue denunciada por la organización Cristosal como una desaparición forzada de corto plazo, señalando la falta de transparencia y el incumplimiento de las garantías procesales. Expertas de la ONU también calificaron esta detención como desaparición forzada de corta duración.
La presentación de López ante un juez se realizó más de dos semanas después de su arresto, excediendo el límite constitucional de 72 horas para la detención sin audiencia judicial. No obstante, las autoridades argumentaron que el procedimiento se encontraba dentro del plazo de 15 días permitido por el régimen de excepción vigente desde marzo de 2022.[cita requerida]
Posteriormente, la Fiscalía modificó la imputación contra López, acusándola de enriquecimiento ilícito en lugar de peculado. En respuesta, Cristosal presentó una demanda de habeas corpus ante la Sala de lo Constitucional de la Corte Suprema de Justicia, solicitando su liberación inmediata y denunciando la arbitrariedad de su detención.
Diversas organizaciones nacionales e internacionales, incluyendo Human Rights Watch y la Asociación del Colegio de Abogados de la Ciudad de Nueva York, han expresado su preocupación por la detención de López, considerándola parte de un patrón de represión contra defensores de derechos humanos y críticos del gobierno de Nayib Bukele.

## Reconocimientos
◆ En diciembre de 2024, la BBC incluyó a Ruth Eleonora López en su lista de las 100 mujeres más inspiradoras e influyentes del mundo, destacando su labor en la lucha contra la corrupción y la protección de los derechos humanos y electorales en El Salvador.
◆ En agosto de 2025, fue galardonada con el Premio Internacional de Derechos Humanos 2025 de la American Bar Association, uno de los reconocimientos más prestigiosos en la comunidad jurídica global .